# Willing (Nueva York)
Willing es un pueblo ubicado en el condado de Allegany en el estado estadounidense de Nueva York. En el año 2000 tenía una población de 1.371 habitantes y una densidad poblacional de 14.6 personas por km².

## Geografía
Willing se encuentra ubicado en las coordenadas 42°3′13″N 77°53′50″O / 42.05361, -77.89722.

## Demografía
Según la Oficina del Censo en 2000 los ingresos medios por hogar en la localidad eran de $35,859, y los ingresos medios por familia eran $39,737. Los hombres tenían unos ingresos medios de $34,375 frente a los $19,917 para las mujeres. La renta per cápita para la localidad era de $16,109. Alrededor del 14.9% de la población estaban por debajo del umbral de pobreza.